# 九龙街道 (习水县)
九龙街道，是中华人民共和国贵州省遵义市习水县下辖的一个街道办事处。
2015年12月28日，贵州省人民政府批复同意习水县部分乡镇行政区划调整，新设置的九龙街道辖原东皇镇府东社区、府西社区、新华社区、伏龙村、图书村、黄木坪村、马皇坝村，街道办事处驻府西社区。

## 行政区划
九龙街道下辖以下地区：
府东社区、府西社区、新华社区、图书村、马皇坝村、黄木坪村和伏龙村。